# Fritz Adae
Fritz Adae (* 3. März 1875 in Neuenstadt am Kocher; † 12. Februar 1967 in Stuttgart) war ein deutscher hoher Verwaltungsbeamter in Württemberg und im Deutschen Reich.

## Leben
Adaes Vater war Sanitätsrat. Nach dem Besuch des Gymnasiums Cannstatt studierte Fritz Adae von 1893 bis 1897 Regiminalwissenschaften in Tübingen und München. Seit dem Wintersemester 1893/94 war er Mitglied der Studentenverbindung AV Igel Tübingen. Nach der Referendarszeit war er zunächst von 1900 bis 1902 stellvertretender Amtmann der Oberämter Esslingen, Göppingen und Neckarsulm. Ab 1902 war er im Reichsdienst tätig, zunächst in der Kolonialabteilung des Auswärtigen Amtes, anschließend von 1902 bis 1914 als Bezirksamtmann im Gouvernement Kamerun. Von 1914 bis 1915 arbeitete er beim Generalkommando Stuttgart, von 1915 bis 1916 im Reichsmarineamt in Danzig. Von 1916 bis 1918 war er Kreishauptmann bei der militärischen Verwaltung Litauens in Wilna, anschließend bekleidete er die Stellung des Reichskommissars für Kriegsschäden in Ostpreußen. Im Jahr 1920 war er auf verschiedenen Posten in der württembergischen Verwaltung eingesetzt. 1920/21 bis 1923 wurde er dann Oberamtmann im Oberamt Urach. Von 1922 bis 1933 war er Oberregierungsrat und Stellvertreter des Polizeipräsidenten in Stuttgart. 1933 wurde Adae abgesetzt, weil er der NSDAP nicht beitrat. In der NS-Zeit war er Oberregierungsrat im Oberversicherungsamt. Nach dem Krieg gehörte er der württembergischen Delegation zur Vorbereitung des sogenannten Säuberungsgesetzes mit der amerikanischen Militärregierung an. Von 1946 bis zu seinem Ruhestand 1947 wurde Adae Ministerialrat und wurde Präsident der Württembergischen Landesversicherungsanstalt.

## Auszeichnungen
- 1916: Ritterkreuz des mecklenburgischen Greifenordens mit Krone
- 1916: Ritterkreuz I. Klasse des württembergischen Friedrichsordens
- 1916: württembergisches Wilhelmskreuz mit Schwertern
- 1917: Eisernes Kreuz II. Klasse